# Pinophyta
Division
Synonymes
Coniferophyta
L'embranchement des Pinophytes (ou Conifères), Pinophyta, anciennement connu sous le nom de Coniférophytes (ou Coniferophyta), ne comprend qu'une classe : celle des Pinopsida.
Ce sont des plantes vasculaires à graines portées par une structure en forme de cône (« conifères » veut dire « qui porte des cônes ») ayant exactement la même fonction que la fleur mais qui n'en est pas une. Elles sont apparues sur Terre il y a 300 millions d'années, bien avant les feuillus. Tous les conifères existants sont des plantes ligneuses, dont la grande majorité sont des arbres, les autres étant des arbustes.
Les conifères les plus répandus sont les pins, cèdres, sapins, épicéas, pruches, douglas, mélèzes, cyprès, genévriers, araucarias, agathis, podocarpes, séquoias, thuyas et les ifs.
On trouve des conifères presque partout dans le monde, et ils sont fréquemment les plantes dominantes dans leurs habitats respectifs. Cet embranchement est cependant sur le déclin depuis que les Angiospermes ont commencé à dominer dans de nombreux biomes à partir du Crétacé, et seules 650 espèces environ de conifères subsistent à l'heure actuelle.
Les conifères ont un important poids économique, principalement pour le bois d'œuvre et la production de papier.

## Liste des familles

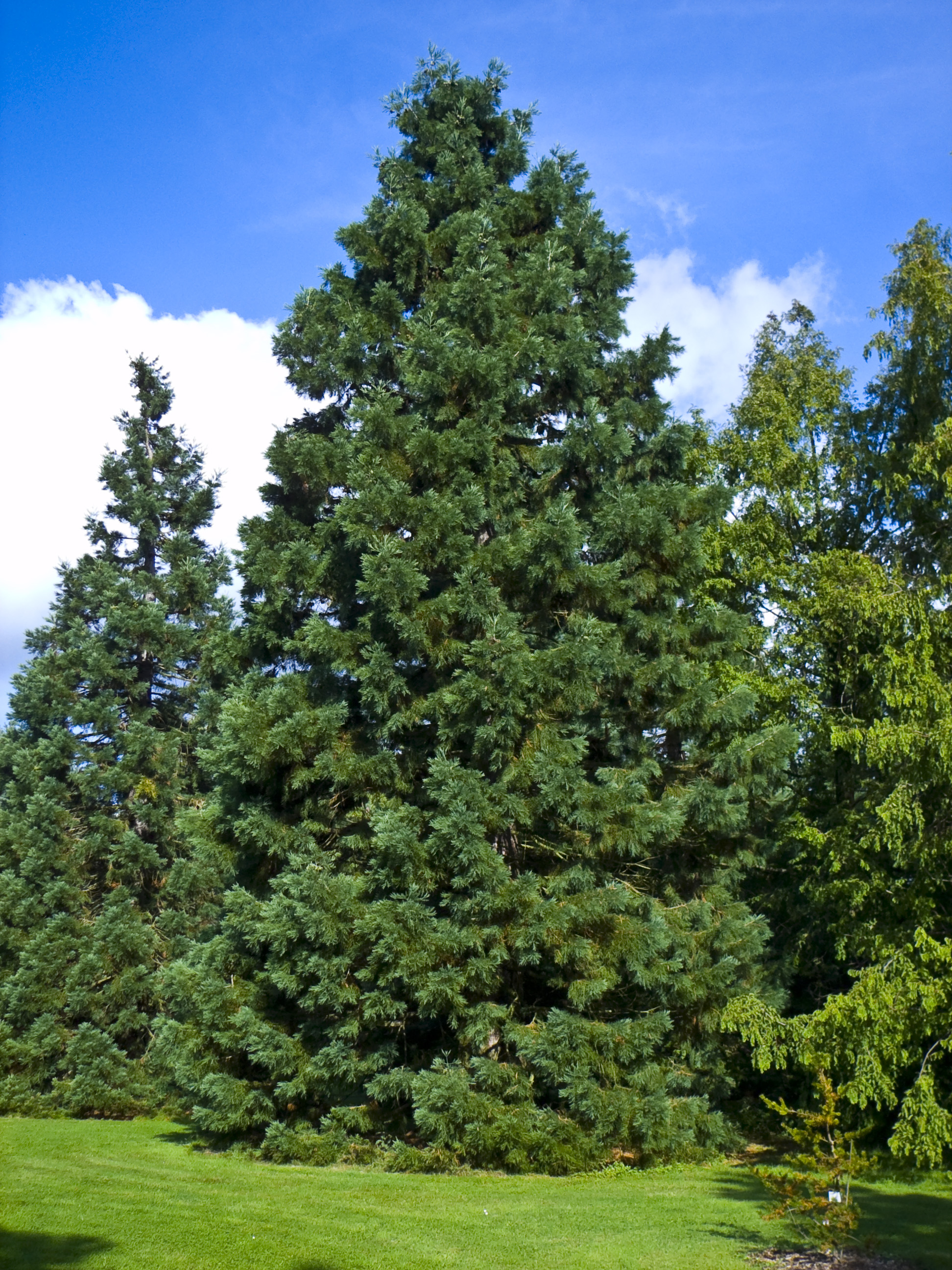
Sequoiadendron giganteum classé parmi les Taxodiaceae ou les Cupressaceae.

| Selon ITIS (classification classique) : - division des Pinophyta - classe des Coniferopsida - ordre des Coniferales - famille des Abietaceae (inclus par la classification phylogénétique dans Pinaceae) - classe des Cordaitopsida - ordre des Cordaitales † - classe des Pinopsida - ordre des Pinales - famille des Araucariaceae - famille des Cephalotaxaceae - famille des Cupressaceae - famille des Pinaceae - famille des Podocarpaceae - famille des Taxodiaceae (inclus par la classification phylogénétique dans Cupressaceae) - ordre des Taxales - famille des Taxaceae - classe des Taxopsida | Selon NCBI (classification phylogénétique) : - division des Coniferophyta - classe des Coniferopsida - ordre des Coniferales - famille des Araucariaceae - famille des Cephalotaxaceae - famille des Cupressaceae - famille des Pinaceae - famille des Podocarpaceae - famille des Sciadopityaceae (monotypique, inconnue de la classification classique) - famille des Taxaceae |

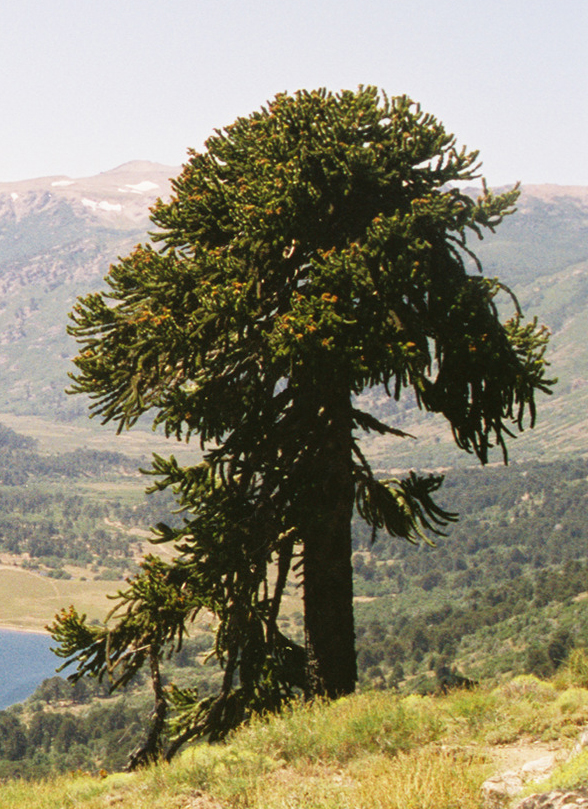
Araucaria araucana (Araucariaceae)
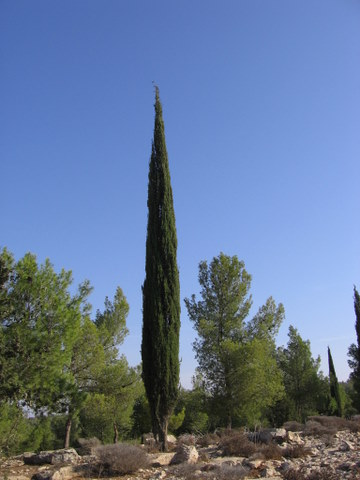
Cupressus sempervirens (Cupressaceae)
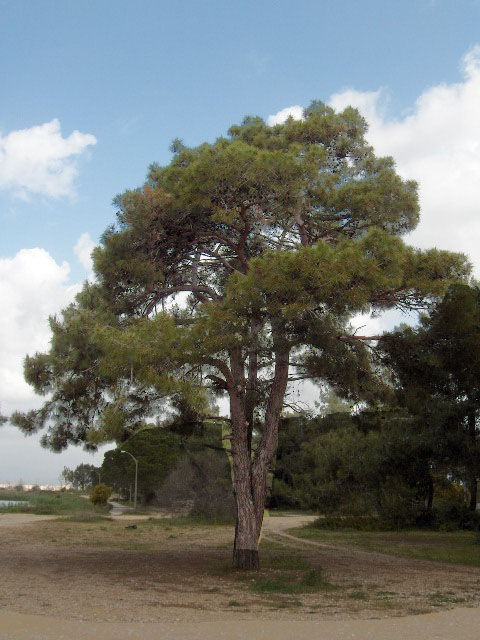
Pinus brutia (Pinaceae)
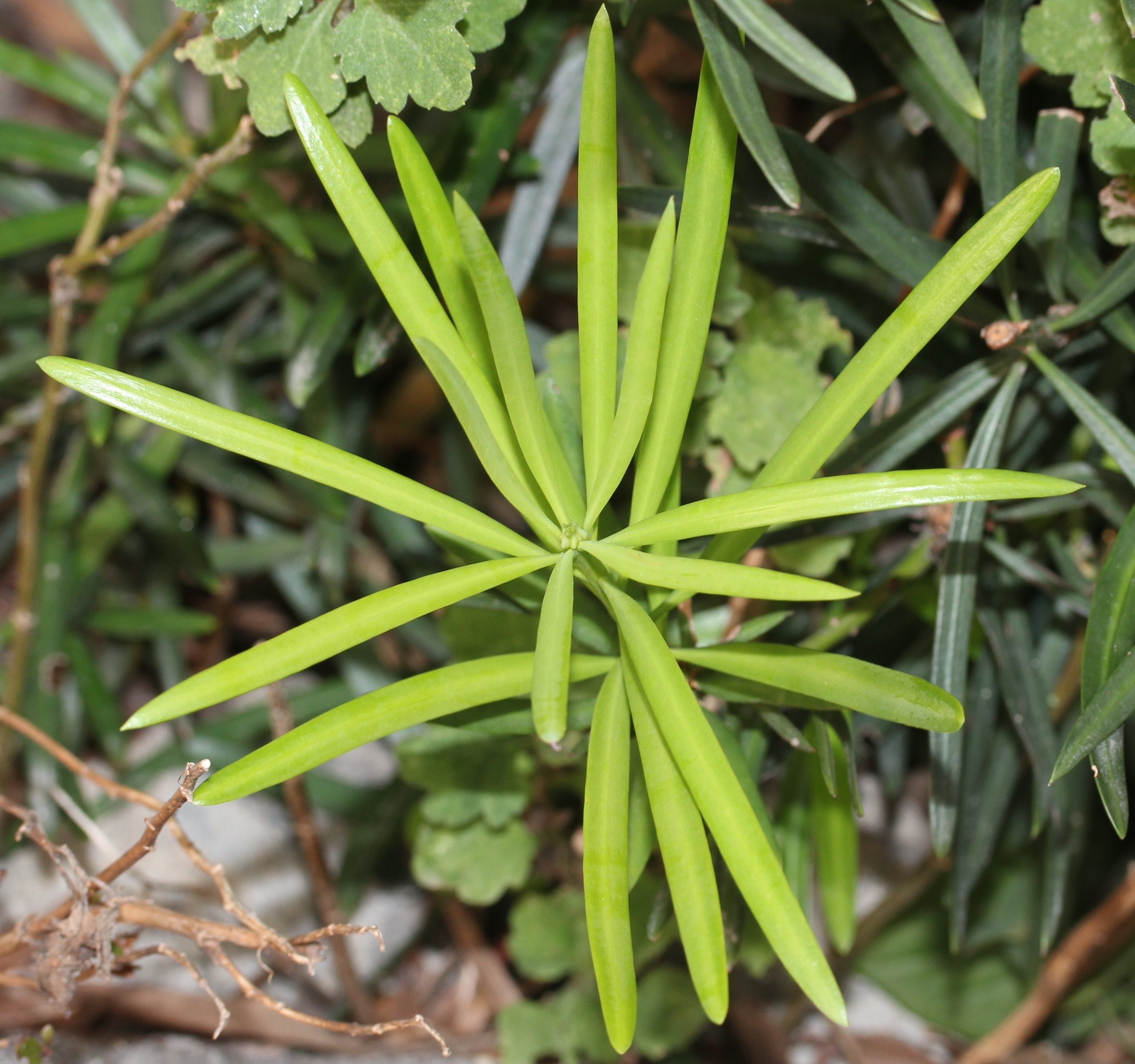
Podocarpus macrophyllus (Podocarpaceae)
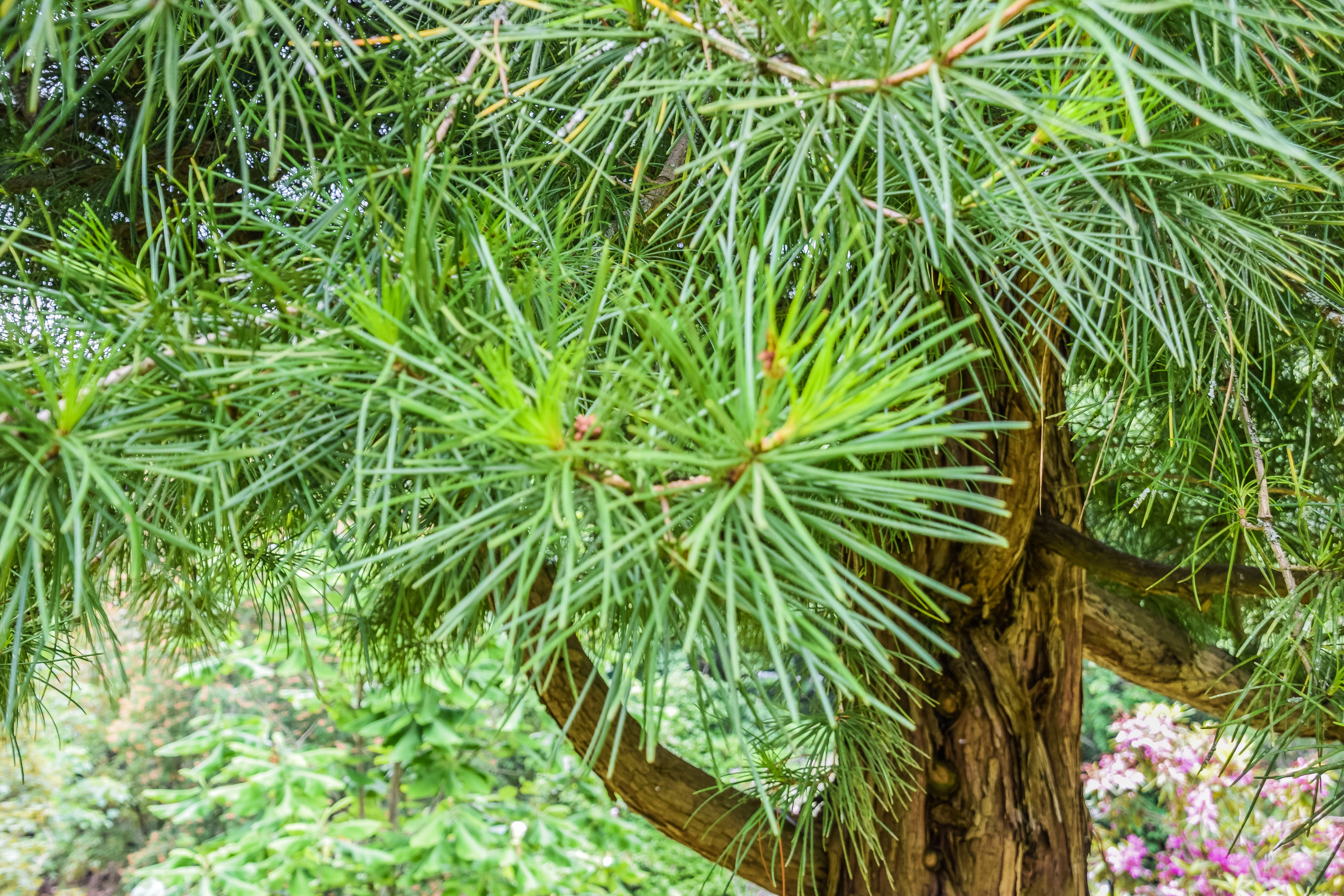
Sciadopitys verticillata (l'unique Sciadopityaceae)
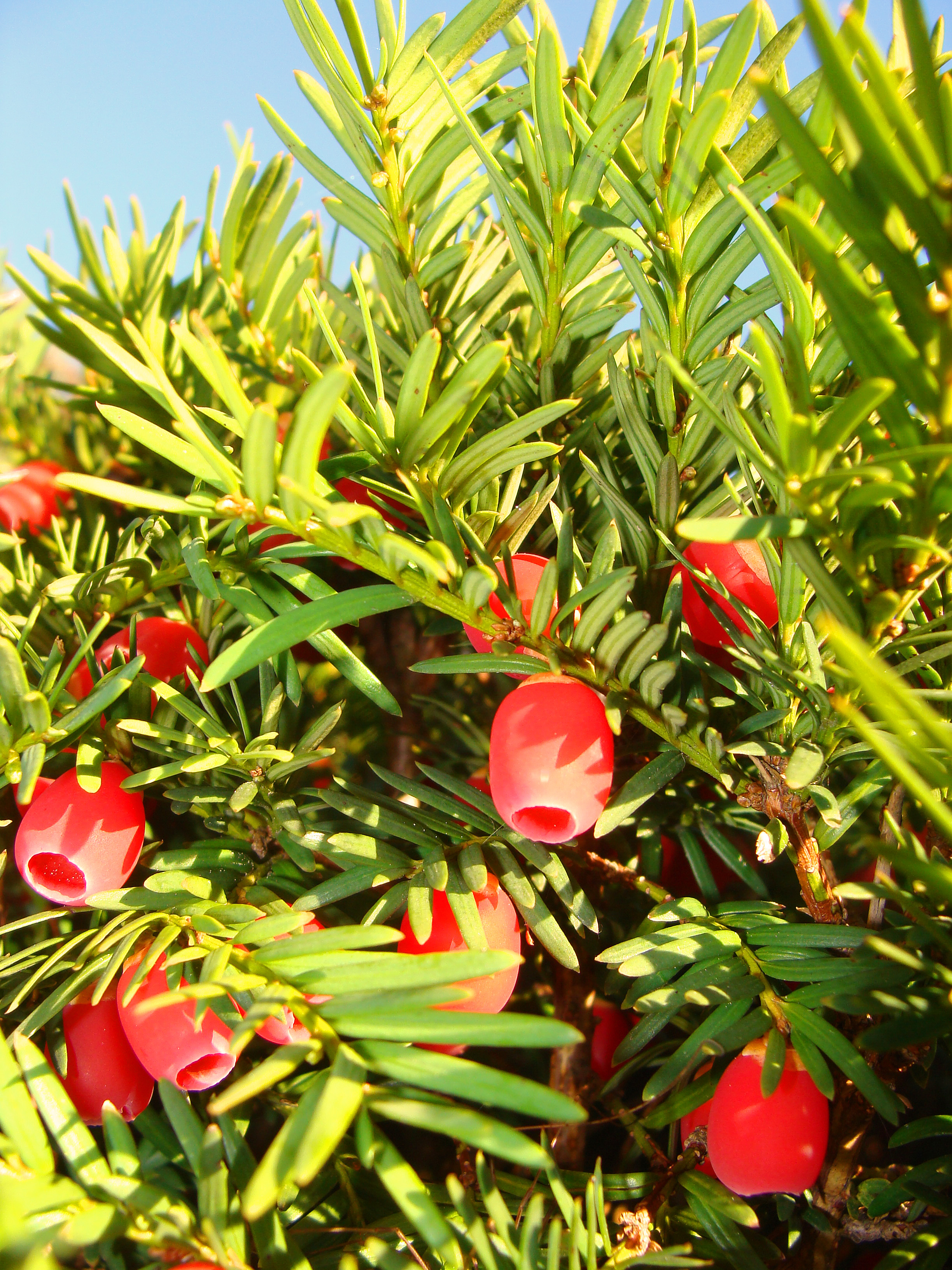
Taxus baccata (Taxaceae)
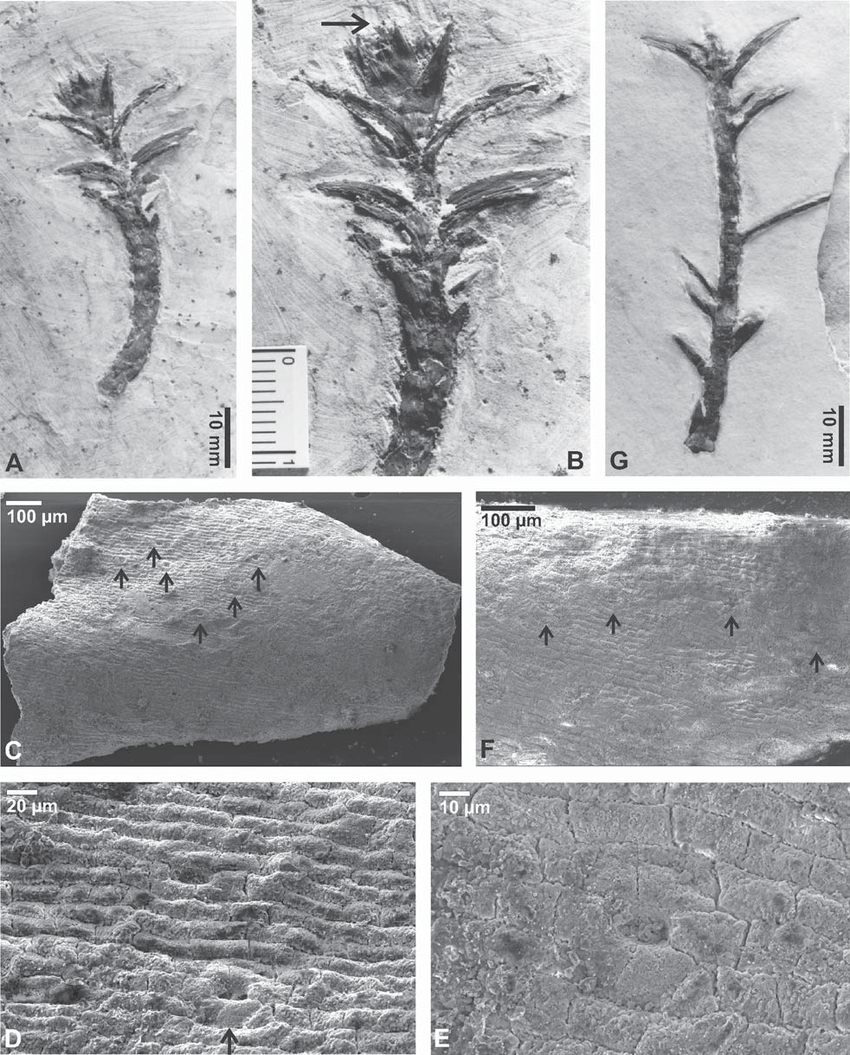
Fossile de Tomaxellia (Cheirolepidiaceae)
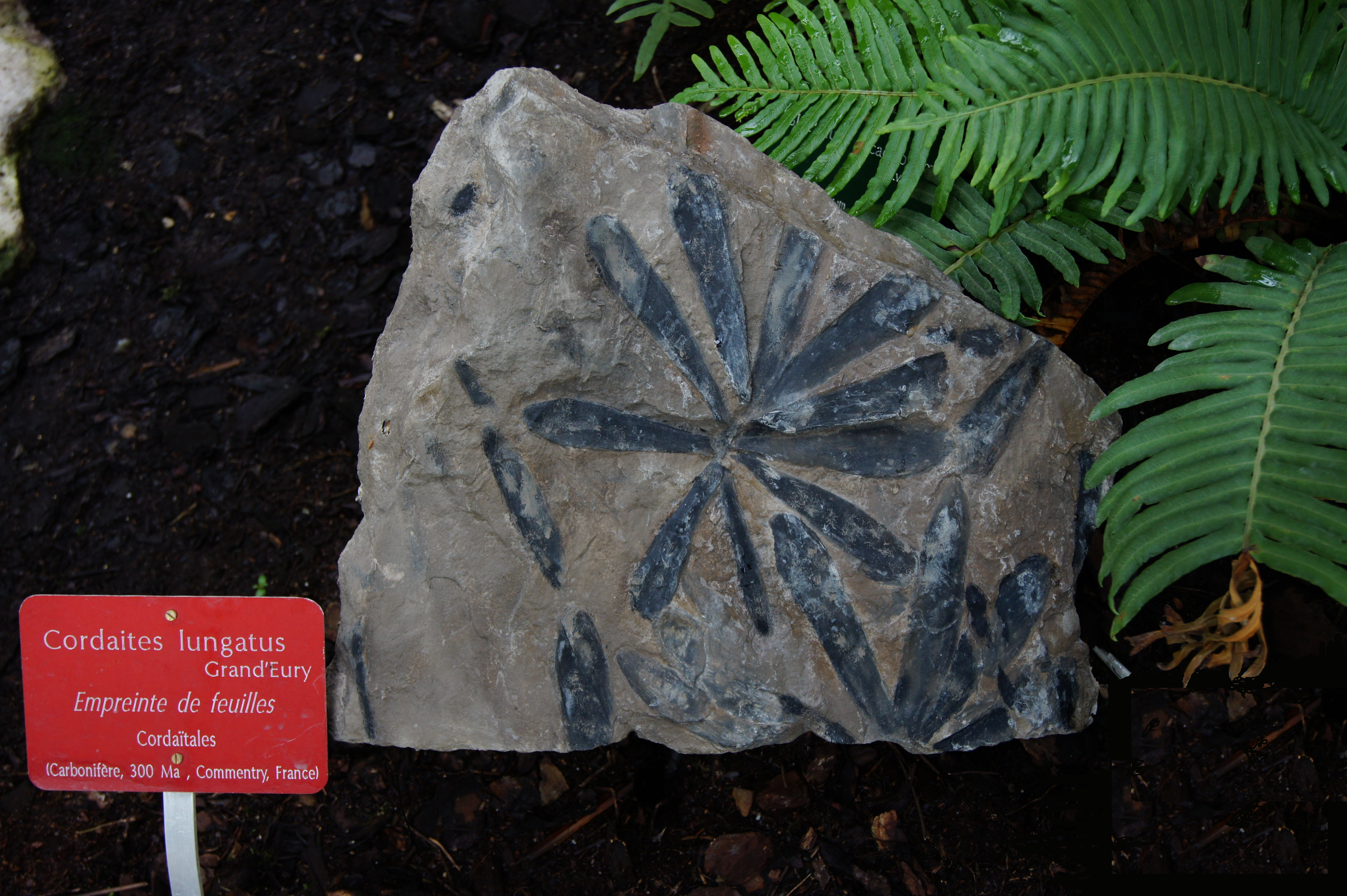
Fossile de Cordaites lungatus (Cordaitaceae)
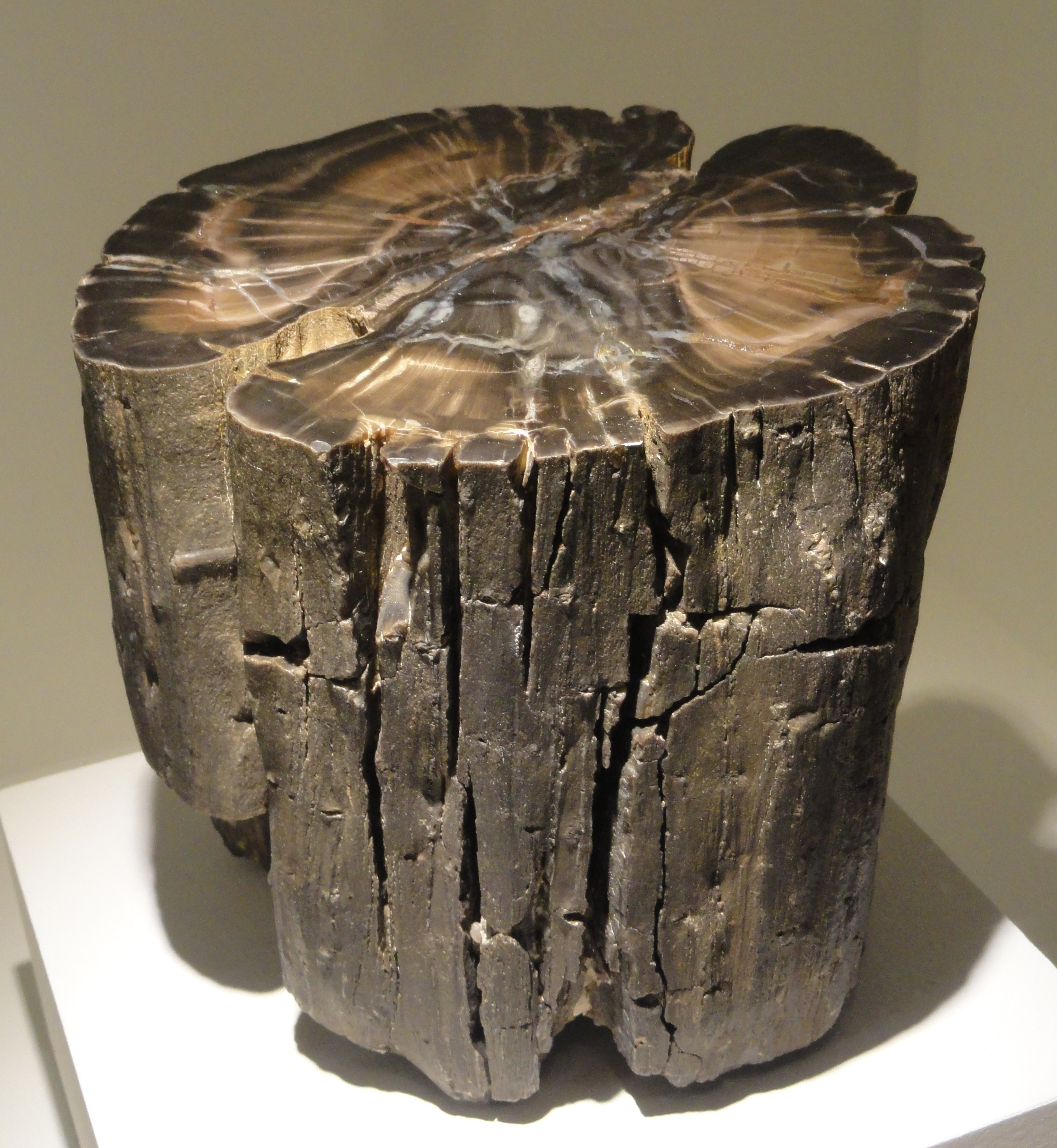
Fossile de Woodworthia (Protopinaceae)
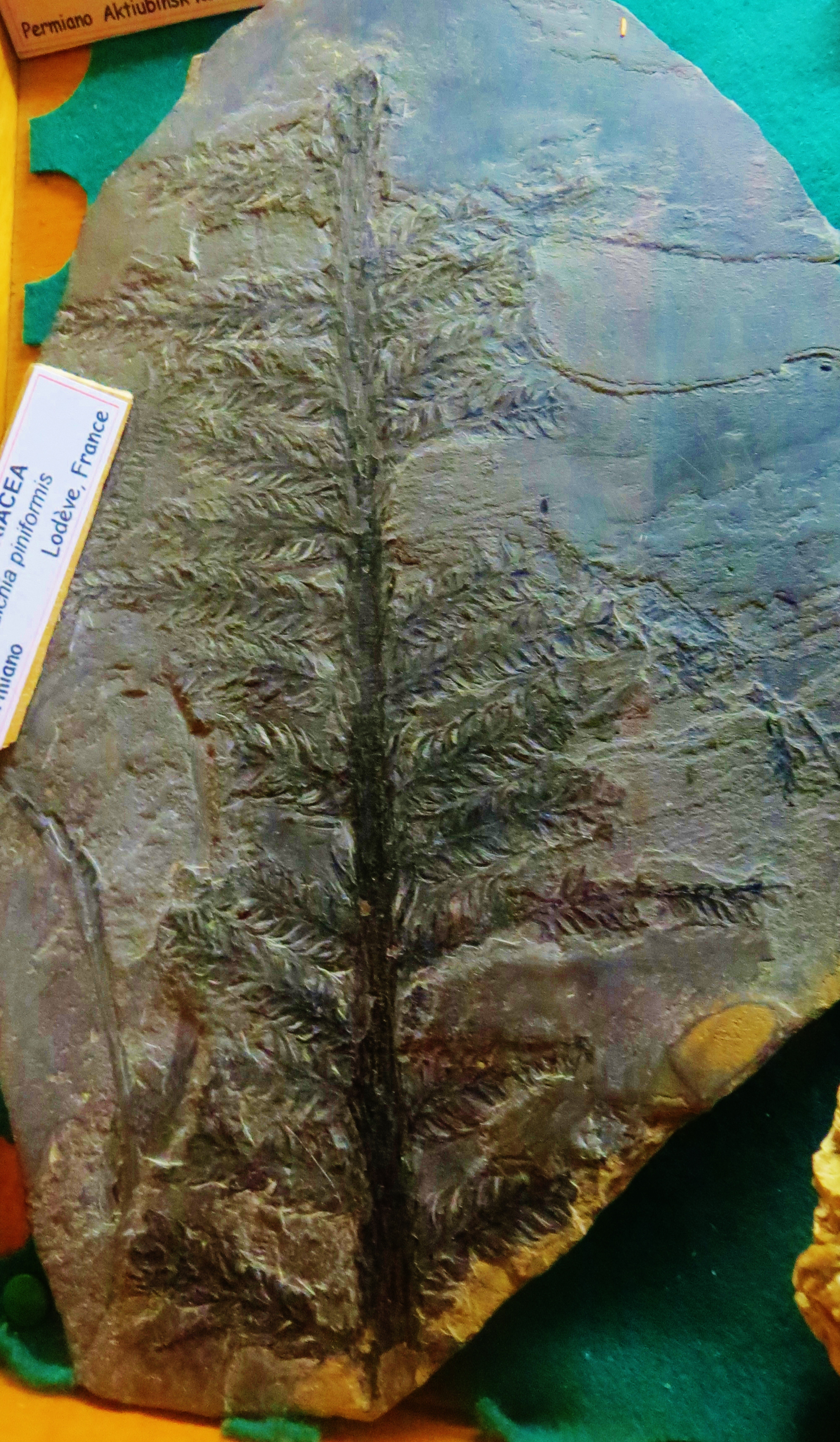
Fossile de Walchia piniformis (Utrechtiaceae)
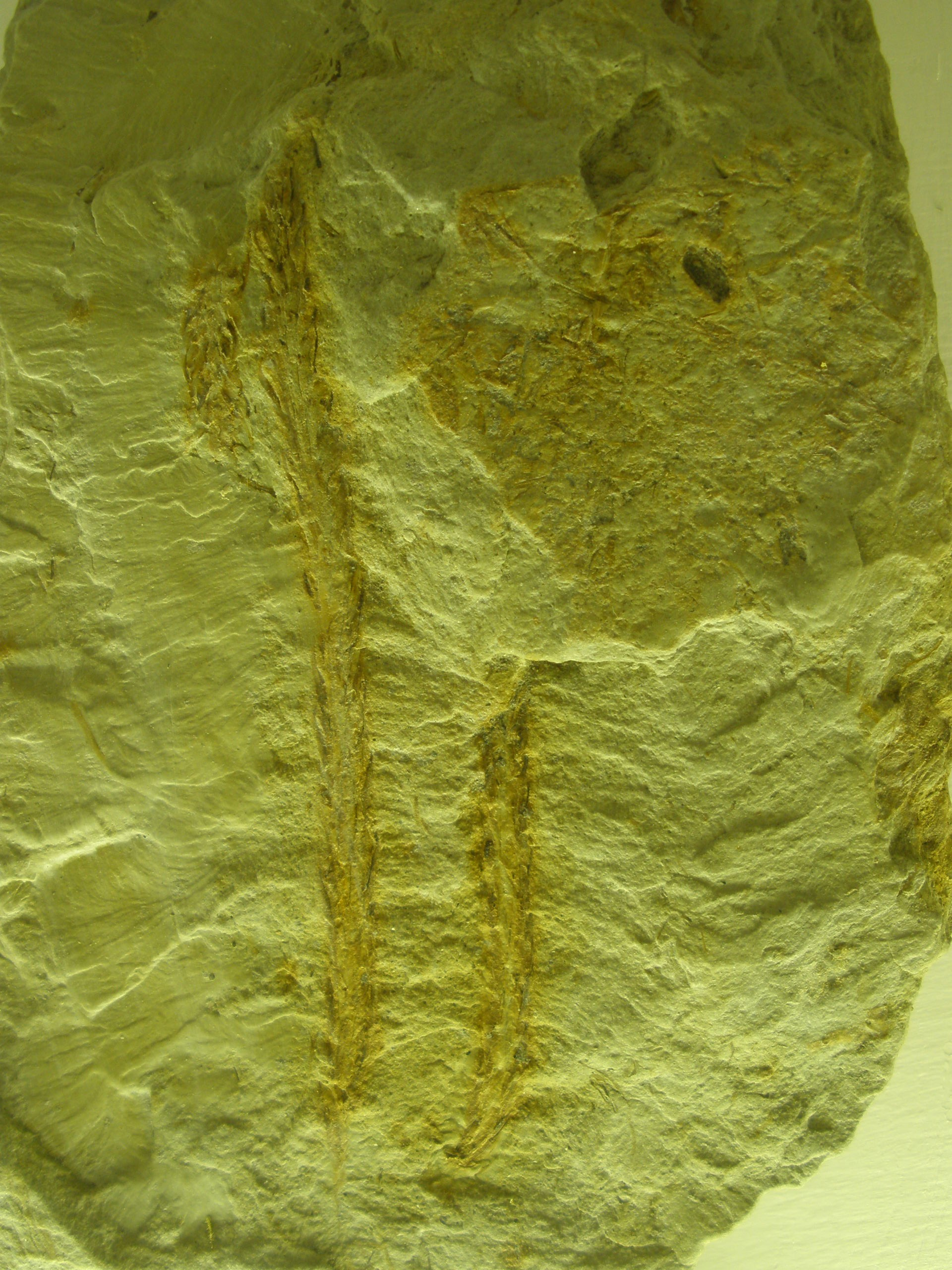
Fossile de Voltzia heterophylla (Voltziaceae)

## Morphologie

### Croissance
Tous les conifères sont des plantes ligneuses caractérisés par une croissance des troncs et des branches monopodiale (un tronc unique et droit avec des branches latérales), avec une forte dominance apicale. La taille des conifères mûrs varie de moins d'un mètre à plus de cent mètres. Les arbres les plus grands, les plus larges, les plus âgés sont tous des conifères. Le plus grand est un séquoia à feuilles d'if, Sequoia sempervirens, avec une hauteur de 115,2 mètres. Le plus volumineux est un séquoia géant, Sequoiadendron giganteum, avec un volume de 1 486,9 m3. L'arbre ayant le tronc le plus large est un cyprès de marais mexicain, Taxodium mucronatum, d'un diamètre de 11,42 mètres.

### Feuillage

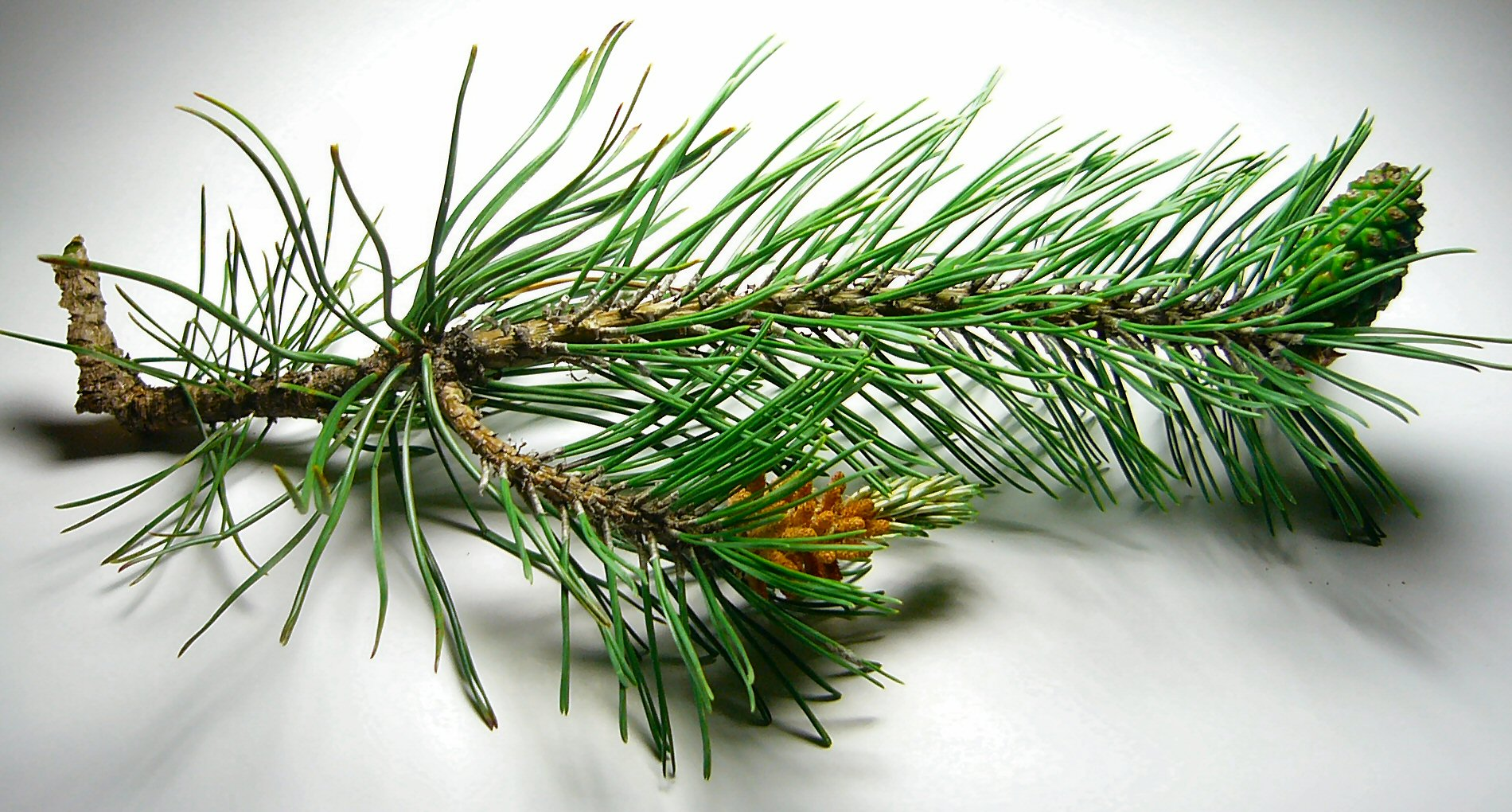
Feuillage de pin.

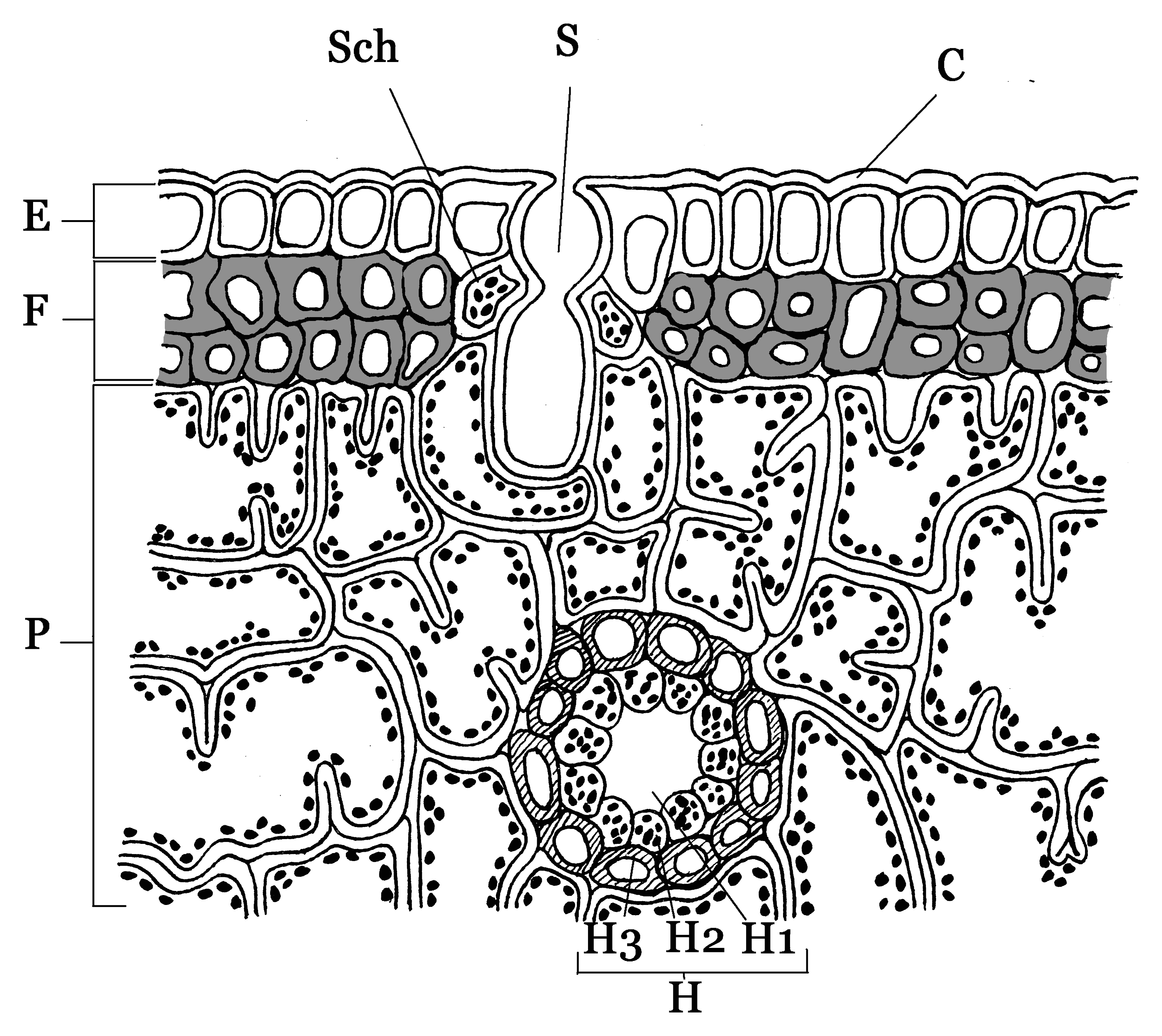
Coupe transversale d'une aiguille de pin : épiderme (E) à couche de cire cuticulaire (C) épaisse, à stomates enfoncés (chambre sus-stomatique S séparée de la chambre sous-stomatique par les cellules de garde Sch), et à canal résinifère H.

Les feuilles de beaucoup de conifères sont longues, fines et aciculaires et nommées « aiguilles » pour cette raison. Les conditions climatiques de leur biome (froid et gel) expliquent l'adaptation à la sécheresse de ces aiguilles, en particulier leur forme effilée pour réduire la surface d'échange, leur cuticule épaisse imperméable, et leurs stomates enfoncés dans des puits ou des sillons pour réduire les pertes en eau.

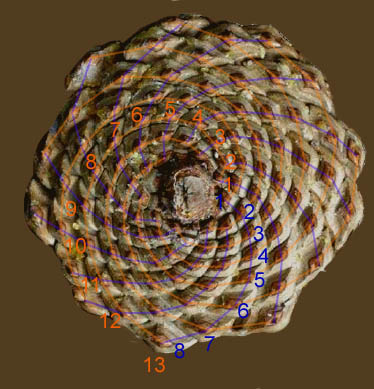
Une pomme de pin illustre par ses écailles le phénomène de phyllotaxie spiralée ordonnée par des nombres entiers, souvent associés au nombre d'or.

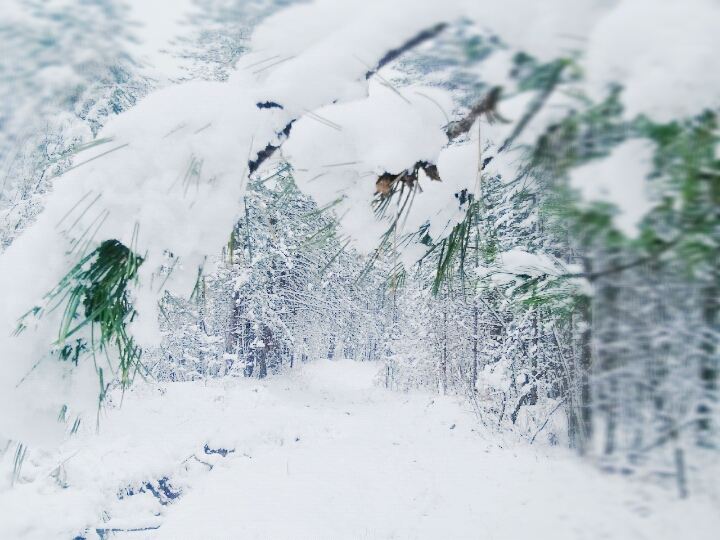
Feuillage enneigé.

Certains conifères, la plupart des Cupressaceae et quelques Podocarpaceae, ont des feuilles plates, en forme d'écailles. Quelques-uns, notamment les Agathis (Araucariaceae) et Nageia (Podocarpaceae), ont des feuilles larges, en forme de bandes. Chez la majorité des conifères, la phyllotaxie est spiralée (caractéristique bien visible sur la pomme de pin), à l'exception de la plupart des Cupressaceae et d'un genre parmi la famille des Podocarpaceae, où elles sont croisées en X vis-à-vis des paires, ou en spirales de trois. La base des feuilles est souvent tordue pour présenter les feuilles dans le plan horizontal afin de capter un maximum de lumière. La longueur des feuilles varie de 2 mm, chez beaucoup d'espèces à feuilles en écailles, jusqu'à 400 mm pour les aiguilles de quelques pins (par exemple Pinus engelmannii).
Les stomates sont en ligne (pouvant former des rangées visibles sur l'aiguille sous forme de bandes blanches stomatales), ou répartis sur la feuille, et peuvent se refermer quand le temps est sec ou froid. Les feuilles sont souvent vert foncé, ce qui correspond à une augmentation de la teneur en chlorophylle afin d'absorber un maximum d'énergie malgré le faible ensoleillement aux latitudes ou altitudes élevées, ou à l'ombre de la canopée. Les conifères des zones chaudes très ensoleillées (par exemple le pin de Calabre Pinus brutia) ont souvent les feuilles jaune-vert, tandis que d'autres (par exemple l'épicéa bleu Picea pungens) ont une couche de cire glauque très efficace pour refléter la lumière ultraviolette, protégeant les molécules de chlorophylle d'une photo-oxydation excessive en cas d'éclairement intense par les rayonnements U.V. Dans la grande majorité des genres, les feuilles sont sempervirentes, restant habituellement plusieurs années (de deux à quarante) avant de tomber, mais cinq genres (Larix, Pseudolarix, Glyptostrobus, Metasequoia et Taxodium) ont des feuilles caduques, qu'ils perdent en automne, et restent dénudés tout l'hiver. Les jeunes plants de beaucoup de conifères, incluant les Cupressaceae, et le Pinus de la famille Pinaceae, présentent pendant leur période juvénile un feuillage souvent très différent de celui qu'ils ont à l'âge adulte.

## Records de durée de vie

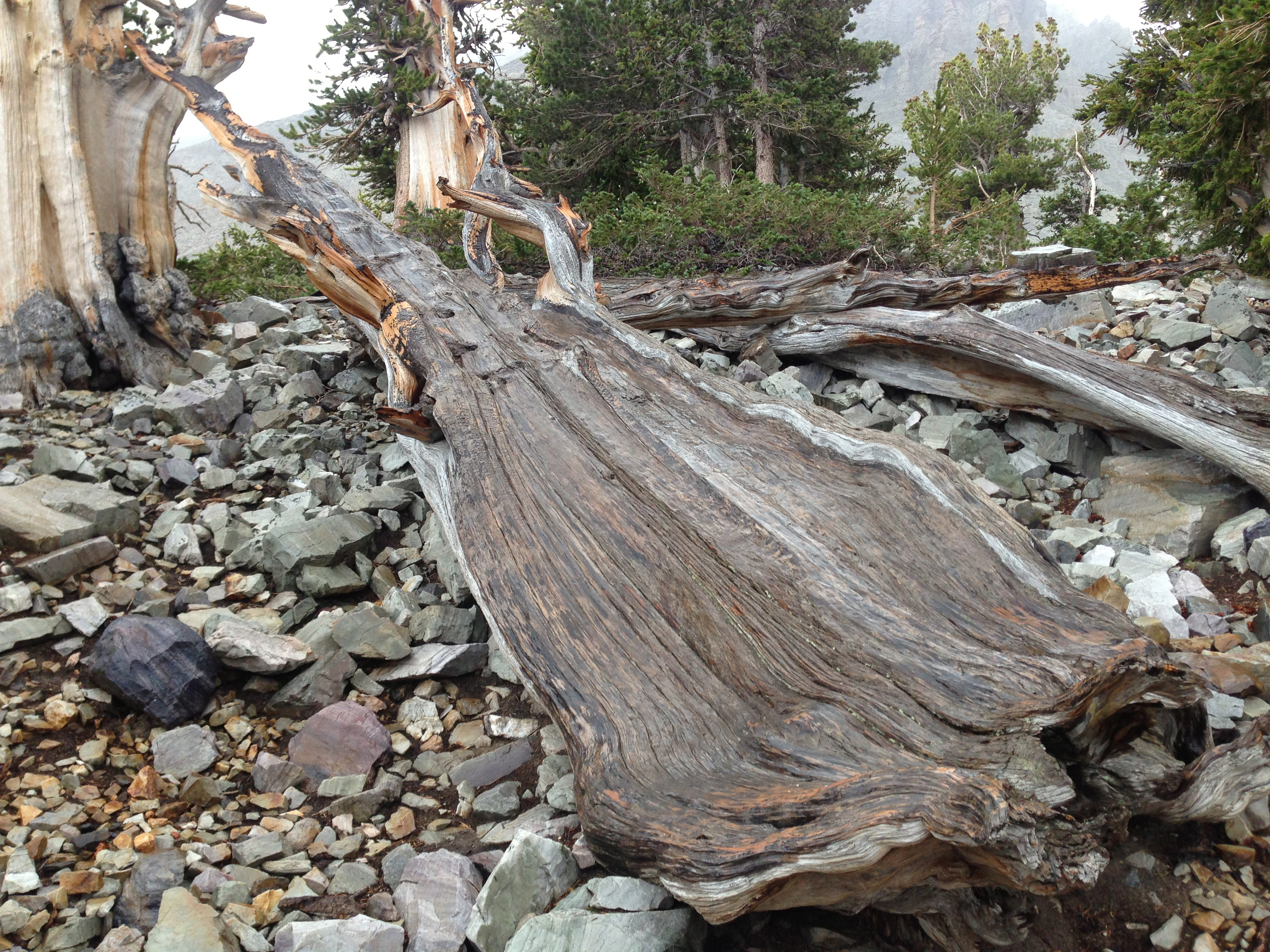
Ce pin Bristlecone a vécu 3000 ans et subsiste à l'état de branche morte depuis 300 ans.

Le plus âgé des arbres actuellement vivants connus était jusqu'en 2008 le Great Basin Bristlecone Pine, Pinus longaeva, de 4 700 ans (dit  Mathusalem).
Mais un arbre de la même espèce, baptisé « arbre Prométhée », tué par erreur par un rangers et Donald Rusk Currey parce que l'arbre ne semblait pas exceptionnel, et que pour aider le dendrochronologiste qui avait coincé la mèche de son carottier dans le tronc de l'arbre, ce rangers l'a simplement coupé ; l'arbre s'est ensuite avéré être âgé de plus de 5 000 ans. Il est très probable qu'il en existe d'autres encore vivants qui sont aussi vieux, voire plus.
Puis en 2008 a été découvert en Suède un arbre de la même famille, mais d'une autre espèce, un épicéa âgé de 9 550 ans dénommé par son découvreur Old Tjikko.
Le bois des conifères est généralement un bois tendre, mais quelques espèces, souvent à croissance lente, ont un bois plus dur et moins putrescible.

## Reproduction

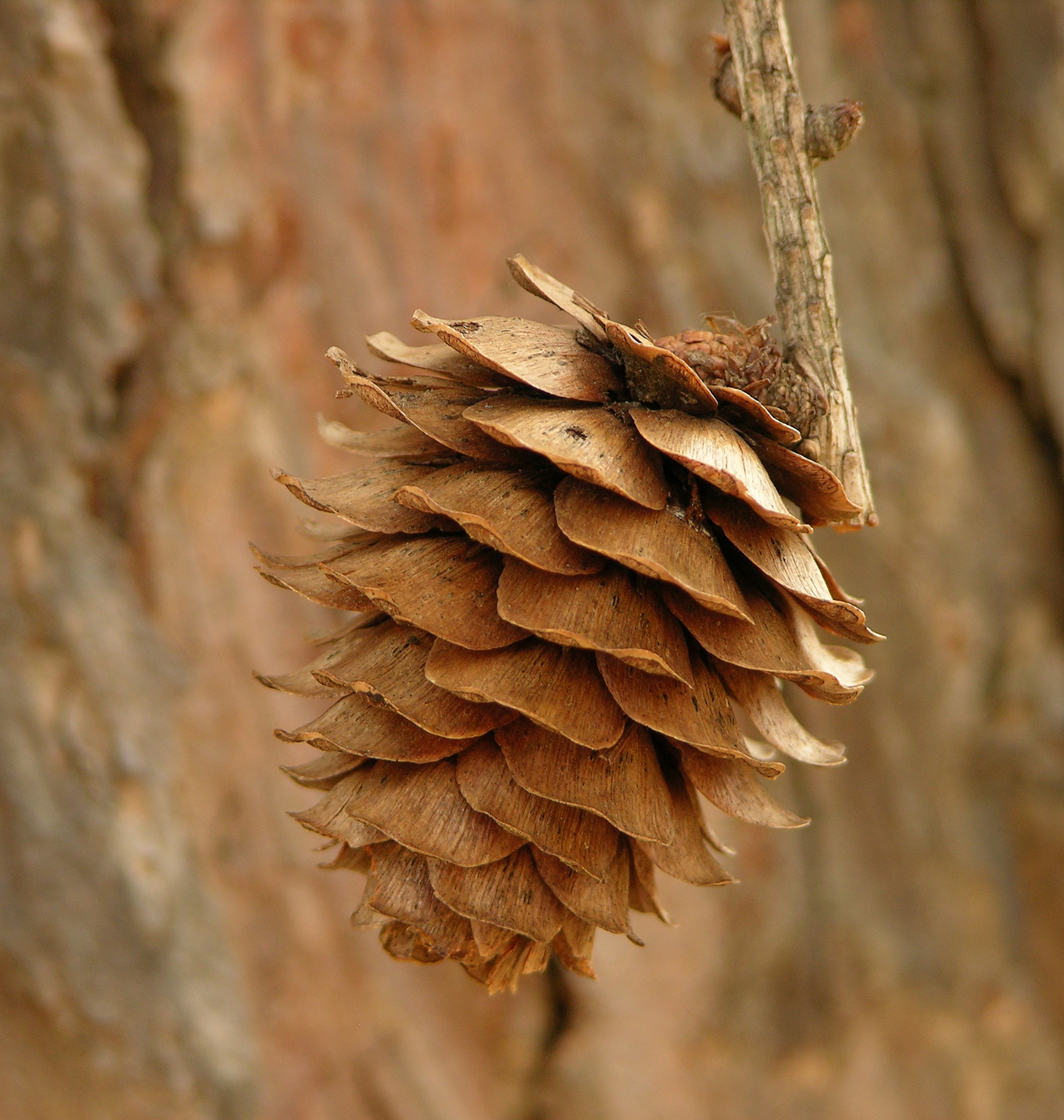
Cône de mélèze du Japon (Larix kaempferi)

La plupart des conifères sont monoïques, c'est-à-dire que les cônes mâles et femelles sont produits sur le même arbre, mais quelques-uns sont dioïques ou trioïques ; tous sont pollinisés par l'action du vent. Les graines des conifères se développent à l'intérieur d'un cône protecteur appelé strobilus (ou, incorrectement « pomme de pin », qui ne s'appliquerait qu'aux pins, et pas aux autres conifères). Les cônes mettent de trois mois à trois ans pour atteindre leur maturité, et varient en longueur de 2 à 600 mm. Chez les Pinaceae, Araucariaceae, Sciadopityaceae et la plupart des Cupressaceae, les cônes sont ligneux, et une fois mûrs, les écailles s'ouvrent, permettant aux graines de tomber et d'être dispersées par le vent. Chez certains (par exemple sapins et cèdres), le cône se désagrège pour relâcher les graines, et chez d'autres (par exemple les pins qui produisent des pignons de pin), les graines, ressemblant à des noix, sont dispersées par les oiseaux, principalement les casse-noix et les geais, qui cassent les cônes plus mous, qu'ils préfèrent. Les cônes mûrs restent sur l'arbre pendant un temps très variable avant de tomber sur le sol ; chez quelques pins adaptés aux incendies de forêt, les graines peuvent être conservées dans les cônes jusqu'à 60  à   80 ans, pour n'être relâchées qu'après qu'un feu ait détruit l'arbre.
Pour les familles Podocarpaceae, Cephalotaxaceae, Taxaceae, et un genre de Cupressaceae (Genévrier), l'enveloppe de la graine est douce, charnue, de couleurs brillantes et est mangée par des oiseaux; les graines se retrouvent alors dans leurs déjections, et sont ainsi disséminées. Ces enveloppes charnues (sauf celle du Genévrier) sont appelées arilles. Chez certains de ces conifères (par exemple la plupart des Podocarpaceae), le cône consiste en des écailles imbriquées les unes dans les autres, tandis que chez d'autres (par exemple Taxaceae), le cône est réduit à seulement une enveloppe charnue renfermant entièrement la graine.

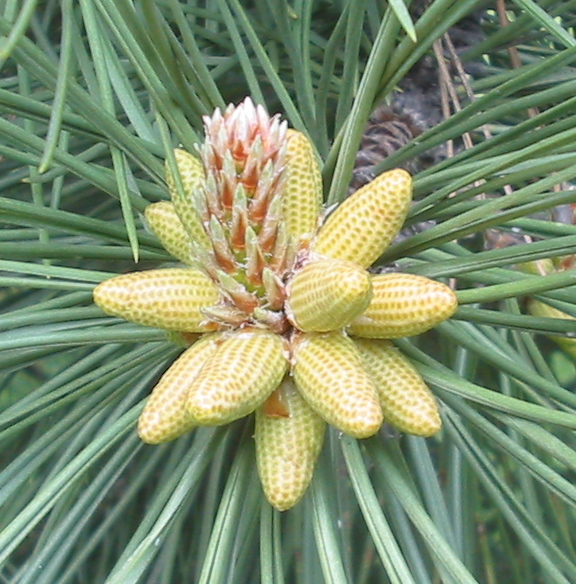
Cônes mâles de Pinus nigra

Les cônes mâles ont des structures appelées microsporanges qui produisent un pollen jaunâtre. Le pollen est libéré et transporté par le vent jusqu'aux cônes femelles. Les grains de pollen des espèces de pynophytes produisent des tubes polliniques, tout comme ceux des angiospermes. Quand un grain de pollen se trouve près d'un gamétophyte femelle, il subit la méiose et fertilise la gamétophyte femelle. Le zygote en résultant se développe en embryon, puis devient une graine. Par la suite, la graine peut tomber au sol et, si les conditions le permettent, se développer en un nouvel arbre.
En sylviculture, la terminologie des angiospermes a généralement, bien qu'inexactement, été appliquée aux arbres à graines en cônes. Les cônes mâles et les cônes femelles non fertilisés sont appelés respectivement « fleurs mâles » et « fleurs femelles ». Après fertilisation, le cône femelle qui est appelé fruit, subira la maturation.

## Cycle de vie

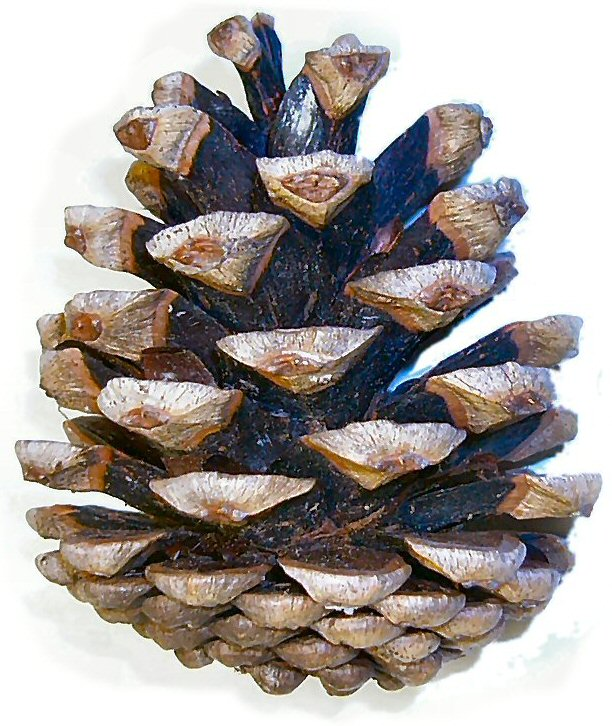
Cône ouvert de Pinus nigra

1. Pour fertiliser l'ovule, le cône mâle libère le pollen qui est transporté par le vent jusqu’aux cônes femelles.
2. Un gamète femelle fertilisé (appelé zygote) se développe en embryon.
3. Avec des cellules de téguments entourant l'embryon, une graine contenant l'embryon se développe.
4. Les graines mûres tombent sur le sol.
5. Les graines germent et se développent en arbres.
6. Une fois mûr, l'arbre adulte produit des cônes.

## Histoire évolutive
Les premiers organismes végétaux autoportants et dépassant 2 m de hauteur sont apparus il y a un peu plus de 370 millions d'années, à la fin du Dévonien moyen. Plusieurs groupes trachéophytiques inventent l'arborescence de façon convergente à cette époque : les Lycopodiopsida, les Cladoxylopsida et les Progymnospermes. L'arborescence apparaît chez des Gymnospermes, des Sphénophytes et des Fougères au Carbonifère. C'est à cette période que se développent les ancêtres des conifères, dans les milieux humides et les mangroves côtières. Ils colonisent rapidement d'autres milieux et forment il y a 300 millions d'années les premières forêts sèches. L'ère secondaire, appelée le « temps des conifères » par le biologiste Paul Mazliak, est dominée par les Gymnospermes. Durant le Trias, marqué par un climat chaud et plus ou moins sec selon les régions, voit l'appauvrissement du monde végétal. Des végétaux mieux adaptés (trachéides à ponctuation aréolées, xylème secondaire semblable à celui retrouvé dans les bois actuels, phellogène à l'origine de parois imperméables à l'eau, siphonogamie, graine) reconquièrent les niches écologiques laissées vacantes.

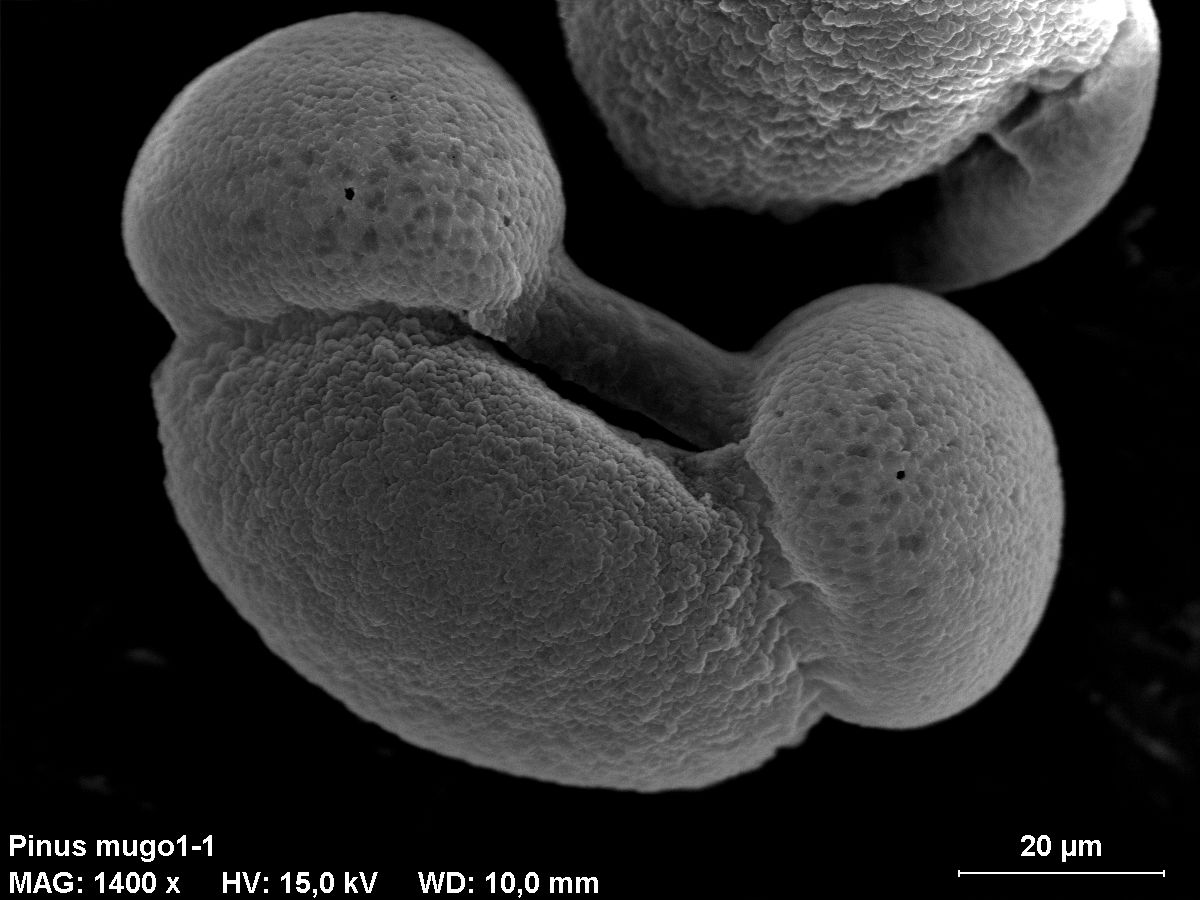
Vue microscopique d'un pollen du pin de montagnes avec le corps du grain et les deux ballonnets aérifères dits globuleux.

Le Crétacé voit l'avènement des Angiospermes dont la diversification rapide a dû être favorisée par la diminution du couvert forestier et la coévolution avec les insectes, eux aussi en augmentation rapide. À la fin du Crétacé, les Angiospermes constituent déjà le groupe végétal dominant et le plus diversifié. Les conifères ont depuis traversé les époques et se sont relativement bien maintenus compte tenu des événements catastrophiques d'extinction, des changements climatiques radicaux, de l'activité des insectivores, des herbivores et des microbes. Les survivants possèdent probablement l'aptitude physiologique requise pour s'adapter à la biosphère sans cesse en changement, tes les résineux qui constituent les  forêts sempervirentes boréale et subalpine grâce à leur adaptation à la sécheresse et au froid, en particulier leurs feuilles en aiguilles, à cuticule épaisse, à stomates enfoncés dans des puits ou des sillons, leur endurcissement hivernal (fermeture des stomates, épaississement des tissus) et la permanence du feuillage qui permet au printemps une assimilation rapide sans attendre le développement de nouvelles aiguilles, préjudiciable pour une saison végétative courte.
Certaines espèces comme les pins ou les épicéas sont représentées par des populations d'individus extrêmement nombreuses, d'où l'illusion d'une omniprésence prolifique, mais l'évolution actuelle montre le déclin des conifères au profit des Angiospermes, probablement en raison de leur mauvaise aptitude à protéger leurs ovules et de leurs tubes conducteurs, les trachéides, moins performants, À côté de quelques genres très divers (comme le genre Pinus), on en trouve qui ne contiennent qu'une ou deux espèces, reliquats de groupes autrefois bien plus nombreux. La majorité des 600 espèces de conifères actuelles ont dû, sous la pression des Angiospermes, se réfugier dans des régions à climat sévère.
L'histoire évolutive est aussi marquée par leurs grains de pollen pourvus de sacs ou ballonnets aérifères qui augmentent la légèreté après leur libération dans l'air, facilitant leur dispersion par le vent (pollinisation anémophile). « L'évolution paraît s'être produite par la soudure progressive du sac au corps : trois sacs aérifères distincts subsistent chez certaines Podocarpales, deux chez Pinus, Abies, etc., puis les sacs disparaissent chez Larix ou Pseudotsuga », Pinaceae dont les grains de pollen se dessèchent vite et deviennent très légers.

## État des populations menacées
Hormis quelques espèces largement cultivées et disséminées dans le monde par la sylviculture (souvent intensive) du pin et du sapin, et bien que ces organismes soient les plus grands et parmi les plus anciens de la planète, de nombreuses populations de conifères sauvages et autochtones ont déjà disparu ou souffrent de la surexploitation de certaines forêts, des plantations artificielles de résineux d'intérêts commerciaux, de maladies, parasitoses ou du changement climatique.
En 2013, l'UICN a ainsi ajouté 33 espèces de conifères à la liste rouge des espèces menacées et 1/3 des espèces de conifères du monde semblent menacées d’extinction. Dans un cas  (Pin de Monterey de Californie), bien que cet arbre soit le plus cultivé au monde, il a été classé « menacé » en raison d'une mycose qui en décime certaines populations.

## Utilisations des aiguilles de pins

### Pour la recherche
Des aiguilles de pin ont été utilisées comme capteurs passifs de certains polluants de l'air pour le suivi de la pollution de l'air urbain.

### En artisanat
Les longues aiguilles de pin sèches, après avoir été longuement trempées dans l'eau, deviennent très souples, et peuvent alors être utilisées pour faire des sortes de vannages (petits pots, paniers, etc.).

## Commerce
En 2014, la France est nette exportatrice de pinophytes, d'après les douanes françaises. Le prix à la tonne à l'export était d'environ 60 €.